# Marmaton
La rivière Marmaton (Marmaton river) est un cours d'eau qui coule aux États-Unis, dans l'État du Kansas et l'État du Missouri et un affluent droit de la rivière Little Osage, donc un sous-affluent du fleuve Mississippi, par le Missouri et la rivière Osage.

## Géographie
Le cours de la rivière Marmaton a une longueur de 117 km.
La rivière Marmaton est un affluent en rive droite de la rivière Little Osage. Elle contribue au bassin hydrographique du fleuve Mississippi.
Cette rivière prend sa source dans le Comté d'Allen dans le Kansas, puis traverse le Comté de Bourbon et entre dans le Comté de vernon situé dans le Missouri. Enfin elle se jette dans la rivière Little Osage à quelques kilomètres au sud.
Sa toponymie date de l'époque de la Nouvelle-France et de la Louisiane française. Les coureurs des bois, trappeurs, colons français et Canadiens français lui ont donné ce nom en raison des nombreux chiens de Prairie qu'ils prirent par confusion pour des marmottes.

## Hydrologie
Son régime hydrologique est dit pluvial océanique.